# Dubčany (Liběšice)
Dubčany jsou malá vesnice, část obce Liběšice v okrese Louny. Nachází se asi jeden kilometr severovýchodně od Liběšic. Dubčany leží v katastrálním území Dubčany u Liběšic o rozloze 2,11 km².

## Historie
První písemná zmínka o vesnici pochází z roku 1367.

## Obyvatelstvo
Při sčítání lidu v roce 1921 zde žilo 174 obyvatel (z toho 87 mužů), z nichž bylo 25 Čechoslováků, 148 Němců a jeden cizinec. Všichni se hlásili k římskokatolické církvi. Podle sčítání lidu z roku 1930 měla vesnice 176 obyvatel (šest Čechoslováků a 170 Němců). Všichni byli římskými katolíky.
|                                                                        | 1869 | 1880 | 1890 | 1900 | 1910 | 1921 | 1930 | 1950 | 1961 | 1970 | 1980 | 1991 | 2001 | 2011 |
| ---------------------------------------------------------------------- | ---- | ---- | ---- | ---- | ---- | ---- | ---- | ---- | ---- | ---- | ---- | ---- | ---- | ---- |
| Obyvatelé                                                              | 177  | 194  | 201  | 227  | 195  | 174  | 176  | 76   | 77   | 64   | 41   | 22   | 30   | 30   |
| Domy                                                                   | 30   | 31   | 31   | 41   | 41   | 42   | 35   | 33   | .    | 21   | 16   | 18   | 20   | 20   |
| Počet domů z roku 1961 je zahrnut v celkovém počtu domů obce Liběšice. |      |      |      |      |      |      |      |      |      |      |      |      |      |      |

## Galerie

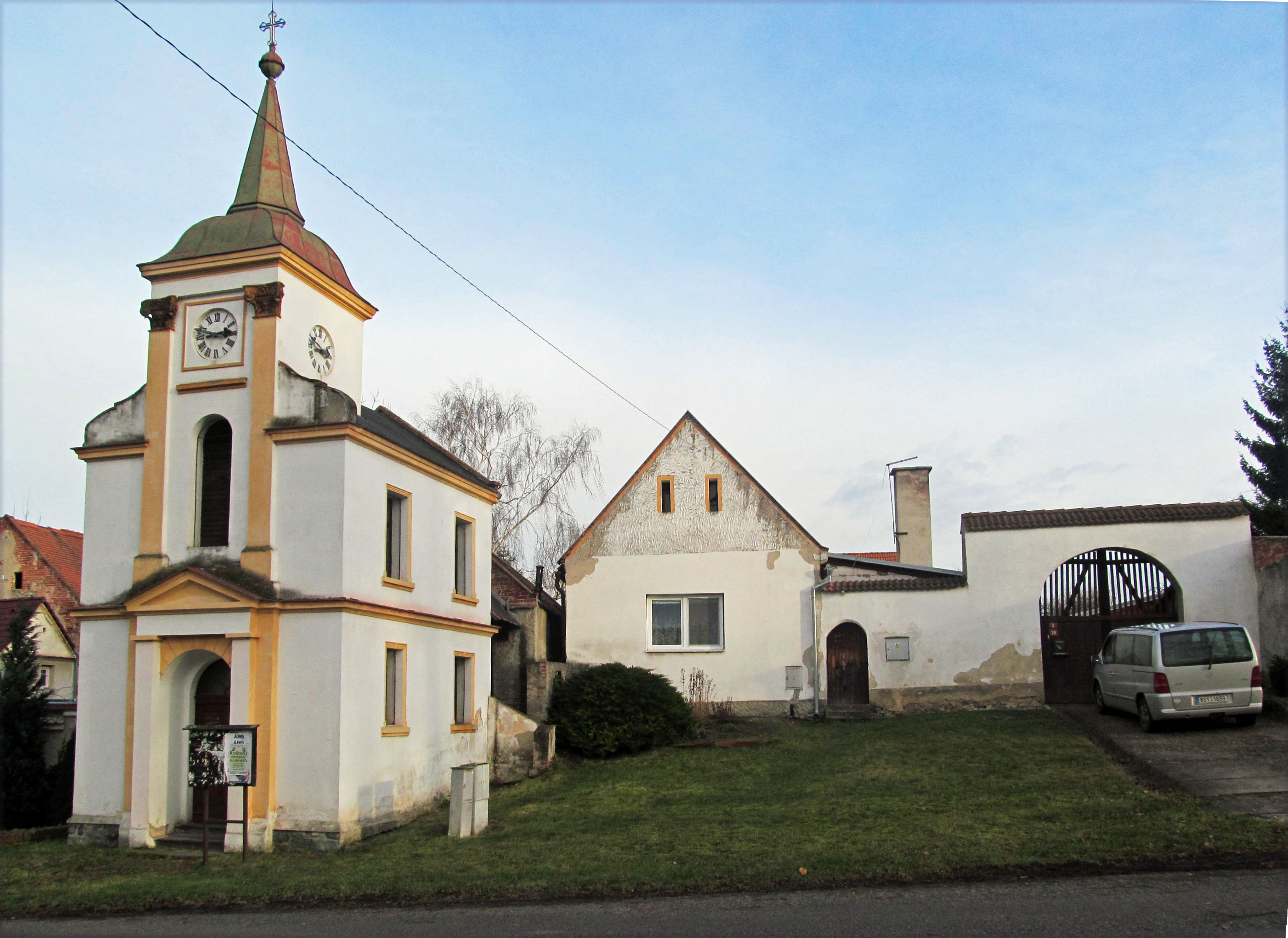
Kaple na návsi
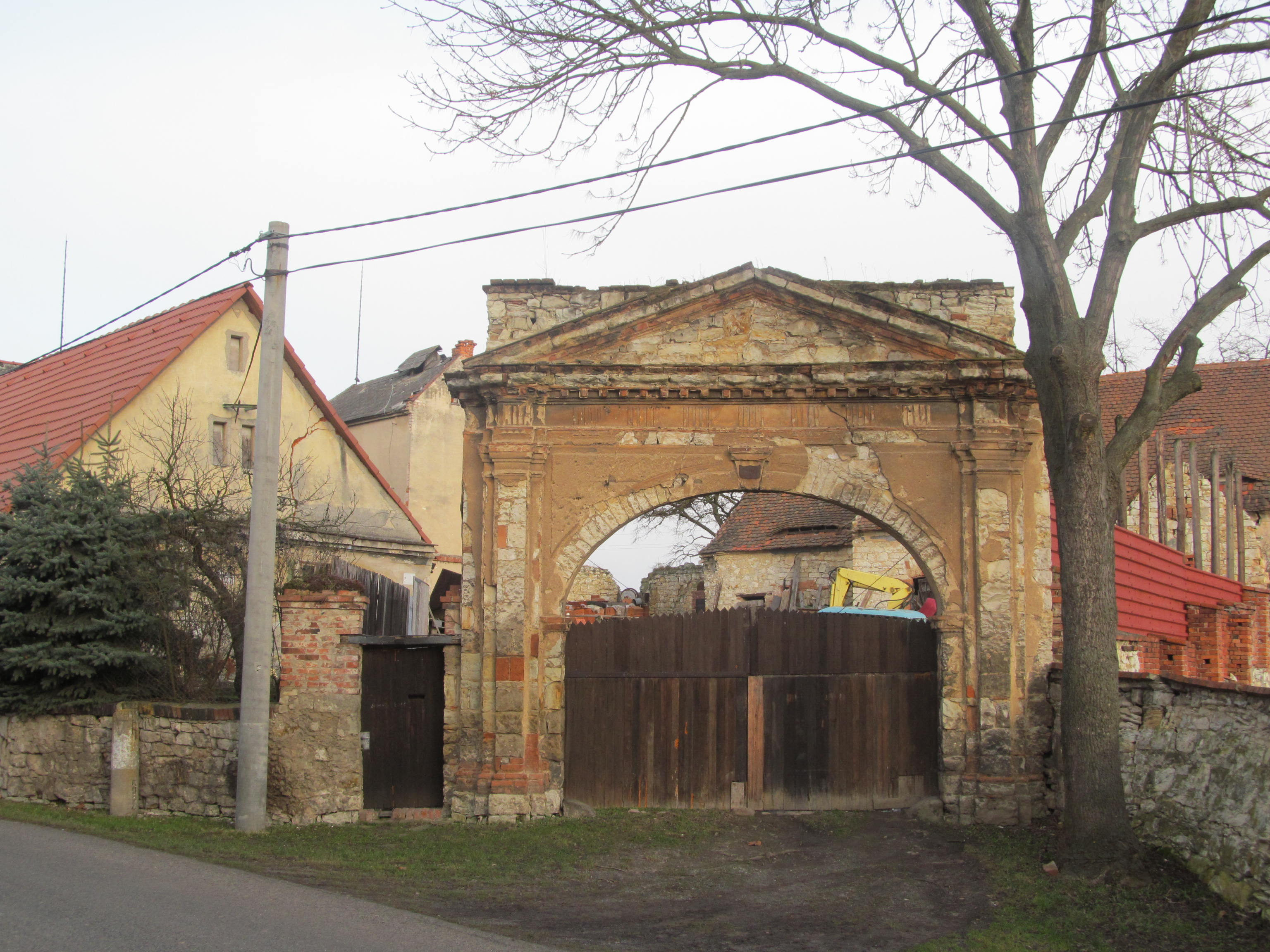
Brána do statku čp. 25
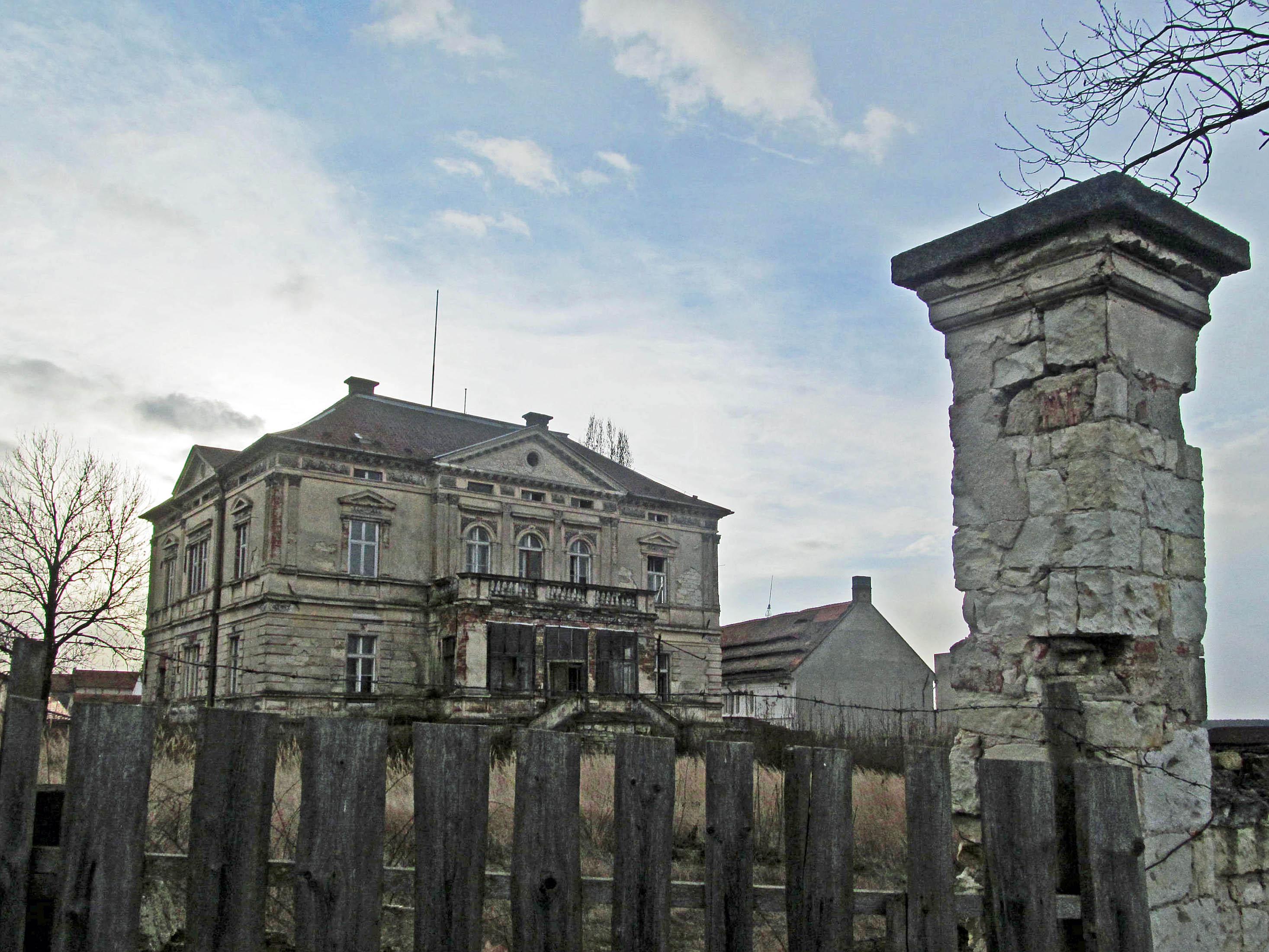
Vila čp. 1